# Полл, Грэм
Грэм Полл (англ. Graham Poll; род. 29 июля 1963, Хитчин, Хартфордшир) — английский футбольный судья. Его судейская карьера длилась 26 лет, за которые он отсудил 1544 матчей. Грэм Полл считается одним из выдающихся английских футбольных судей, которому доверяли судить матчи высокого уровня. Его последним матчем стала игра плей-офф Чемпионата Футбольной лиги между «Дерби Каунти» и «Вест Бромвич Альбион» 28 мая 2007 года.
Пол обслуживал множество матчей на чемпионатах Европы и мира, в чемпионате Англии, в Кубке Англии и в Лиге чемпионов УЕФА. Судить финалы международных турниров он прекратил после отстранения на чемпионате мира 2006 года за неудовлетворительную работу на матче сборных Хорватии и Австралии.

## Карьера судьи

### Начало карьеры
Грэм Полл начал работать судьёй в 1980 году в Истмийской футбольной лиге, в 1986 году стал помощником судьи на матчах Футбольной Лиги, с 1991 года судья Футбольной лиги Англии, с 1993 года судья Английской Премьер-лиги. С 1996 года стал судьёй ФИФА. На международном уровне Полл судил матчи финальной части чемпионатов Европы 2000 и 2004 годов и чемпионатов мира 2002 и 2006 годов, также судил Финал Кубка УЕФА 2005.

### 2000 год
На чемпионатах Европы Пол дебютировал как судья двух матчей группового этапа: Франция—Чехия и Норвегия—Словения. В том же году 21 апреля, ещё до старта чемпионата Европы, он стал участником скандала: в ходе «Мерсисайдского дерби» между «Ливерпулем» и «Эвертоном» при счёте 0:0 вратарь «красных» отправил мяч в спину Дона Хатчинсона, рикошетом от которого снаряд залетел в ворота, однако Полл не засчитал этот гол, заявив, что прежде этого дал свисток о завершении второго тайма. Повтор телетрансляции показал, что Полл свистнул уже после гола, и только в мае 2007 года Полл признал свою ошибку.

### Чемпионат мира 2002
Российским болельщикам Грэм Полл известен не только по работе в финале Кубка УЕФА 2005 года, но и в судействе матча квалификации к чемпионату мира 2002 года между командами Словении и России: 1 сентября 2001 года на последних минутах игры Полл назначил в ворота сборной России пенальти, так и не объяснив толком причину (видеоповтор на телеканале Eurosport также ничего не показал). В итоге сборная Словении победила 2:1, а тренер сборной России Олег Романцев обвинил Полла в сговоре: он якобы общался в судейской комнате с тренером словенцев Сречко Катанцем в перерыве. В интервью 30 мая 2002 года российским СМИ Полл отказался комментировать своим решения, сославшись на запрет от Судейского комитета ФИФА обсуждать детали квалификационных матчей, но намекнул на то, что его действия не носили умышленный характер. В 2009 году Полл признал свою ошибку: по его словам, он предположил, что со стороны Вячеслава Даева был совершён фол против Милана Остерца, который сам удивился назначению пенальти, но на видеоповторе факт фола в итоге не подтвердился.
Полл был назначен судить матчи финального этапа чемпионата мира 2002 года: накануне турнира он проживал в гостинице города Тиба, предназначенной специально для судей. В финальной части чемпионата мира Полл судил два матча: первым стал матч Италия—Хорватия 8 июня, в ходе которого Полл показал две жёлтые карточки, дважды аннулировал голы и всего зафиксировал 42 нарушения правил. В матче 1/8 финала Турция—Япония он был резервным судьёй при итальянце Пьерлуиджи Коллине.

### Чемпионат мира 2006
Полл был единственным английским судьёй на чемпионате мира в Германии: первую игру он судил между командами Южной Кореи и Того, удалив тоголезца Жана-Поля Абало и показав ему две жёлтые карточки (корейцы выиграли 2:1). Второй матч с участием Полла — Саудовская Аравия—Украина, в котором украинцы победили 4:0, а Полл показал по три карточки обеим сборным. Третья игра стала последней для Полла на чемпионате мира: в матче Хорватия—Австралия Полл умудрился показать хорвату Йосипу Шимуничу сразу три жёлтых карточки, забыв удалить игрока с поля после второй и удалив его только после третьей.
Версии о том, с кем перепутал Полл Шимунича, отличаются в разных интервью Полла. По одной версии, он записал после одного из предупреждений в блокнот сокращение фамилии наказанного Шимунича «Šim.», но по ошибке решил, что предупреждение было показано другому хорвату с похожей фамилией, Дарио Шимичу, которого несколькими минутами ранее удалил после грубого фола на Кьюэлле. В действительности фол на нём совершил Срна, который в свою очередь находился рядом с Шимичем, но при этом тот не совершал никаких резких телодвижений в направлении Кьюэлля. По другой версии, из-за австралийского акцента Шимунича, который некоторое время жил в Австралии, Полл по ошибке решил, что сфолил австралиец: он записал номер 3 нарушившего правила Шимунича, однако выписал предупреждение не ему, а игравшему под этим номером Крэйгу Муру.
По итогам матча, завершившегося вничью 2:2, Австралия вышла в следующий раунд. После игры вратарь австралийской сборной Марк Шварцер язвительно крикнул в адрес Полла, что того к 26 июня, дню следующей для австралийцев игры чемпионата мира (встреча 1/8 финала против Италии), уже дисквалифицируют и отправят домой. Однако 26 июня австралийцы проиграли 0:1 и покинули турнир, и лишь 28 июня ФИФА объявила о том, что Полл не будет судить оставшиеся встречи чемпионата мира. Президент судейского комитета ФИФА Анхель Мария Вильяр заявил, что Полл является выдающимся рефери и великим спортсменом, который сумеет понять решение ФИФА. На следующий день Полл объявил, что прекращает судить финальные этапы международных турниров, поскольку осознаёт свою вину за допущенную им ошибку в матче Хорватия—Австралия.

Я нарушил правила игры, споров никаких быть не может. Моё решение уйти продиктовано не распоряжением ФИФА и не требованием судить не так, как в Английской Премьер-Лиге. Правила игры строгие, судья отвечает за свои действия на поле. В тот вечер судил игру я, я совершил ошибку и я же принимаю решение.
Оригинальный текст (англ.)What I did was an error in law. There can be no dispute. It was not caused by a FIFA directive, it was not caused by me being asked to referee differently to the way I referee in the Premier League. The laws of the game are very specific. The referee takes responsibility for his actions on the field of play. I was the referee that evening. It was my error and the buck stops with me.

### Конец карьеры
Полл сообщил прессе, что просил ФИФА отпустить его домой к семье, чтобы как-то успокоиться. Он отказался в дальнейшем выставлять свою кандидатуру на судейство финальных этапов турниров сборных, сказав, что кто-то более достойный должен его заменить. 13 мая 2007 года он отсудил последний матч в своей карьере между «Портсмутом» и «Арсеналом» в чемпионате Англии, отменив гол из офсайда игрока «Портсмута» Нико Кранчара (это решение вызвало возмущение у болельщиков). 6 июня он должен был отсудить последнюю встречу сборных между Финляндии и Испании, однако был отстранён от судейства, поскольку дал интервью, критикующее Футбольную ассоциацию Англии за отказ поддерживать судей в конфликтах с тренерами клубов (его заменил Майк Райли).
В августе 2007 года Полл выпустил автобиографию «Видя красный свет» (англ. Seeing Red — в названии обыгрывается красная карточка, предъявляемая удаляемому игроку), активно сотрудничает с BBC Sport и газетой Daily Mail.

## Статистика по жёлтым и красным карточкам

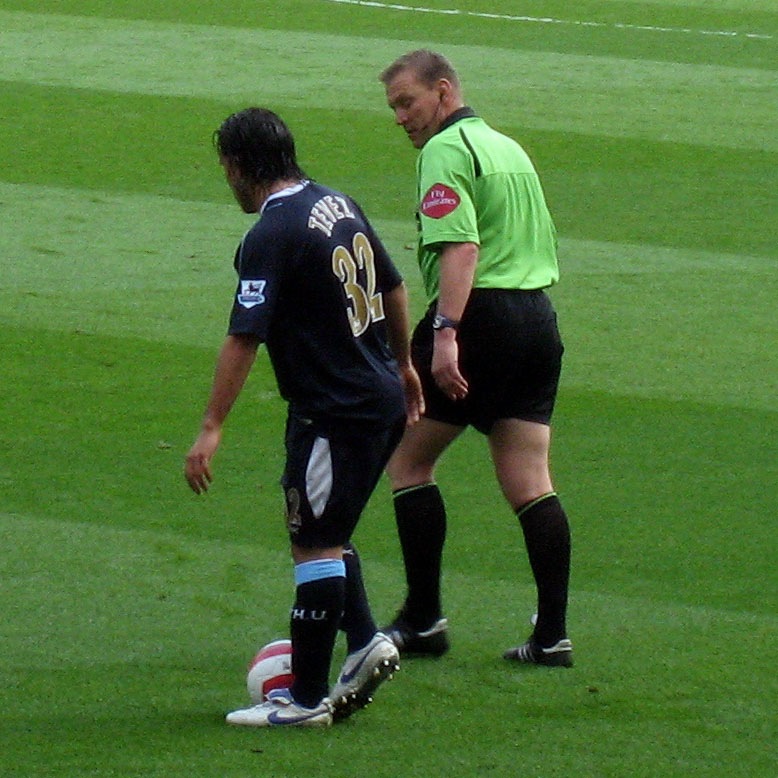
Грэм Полл в матче «Арсенал» — «Вест Хэм»

| Сезон     | Матчи | Всего | за матч | Всего | за матч |
| --------- | ----- | ----- | ------- | ----- | ------- |
| 1995/1996 | 21    | 62    | 2,95    | 3     | 0,14    |
| 1997/1998 | 28    | 113   | 4,03    | 12    | 0,42    |
| 1998/1999 | 32    | 119   | 3,71    | 9     | 0,28    |
| 1999/2000 | 40    | 136   | 3,40    | 6     | 0,15    |
| 2000/2001 | 43    | 119   | 2,76    | 11    | 0,25    |
| 2001/2002 | 45    | 120   | 2,66    | 6     | 0,13    |
| 2002/2003 | 40    | 119   | 2,98    | 5     | 0,12    |
| 2003/2004 | 42    | 114   | 2,71    | 4     | 0,09    |
| 2004/2005 | 45    | 124   | 2,75    | 5     | 0,11    |
| 2005/2006 | 49    | 166   | 3,38    | 10    | 0,20    |
| 2006/2007 | 48    | 165   | 3,43    | 8     | 0,16    |
| всего     | 433   | 1357  | 3,13    | 79    | 0,18    |